# 布鲁姆日

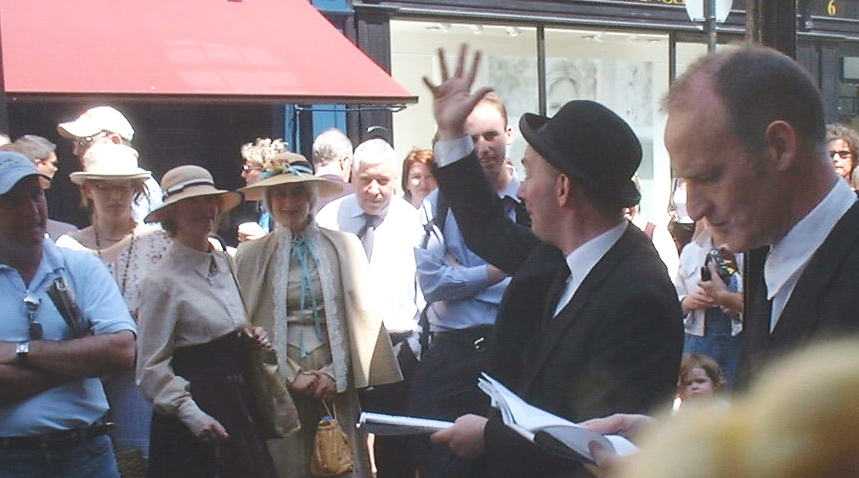
Davy Byrne's pub门外聚集的表演者，1999年布鲁姆日

布鲁姆日（英語：Bloomsday）是爱尔兰都柏林及其他地方每年举办一次的庆祝活动，为了纪念国民作家詹姆斯·乔伊斯，定于6月16日。这是他的小说《尤利西斯》中故事发生的日子，也是作家与女友、后来成为他妻子的诺拉首次约会的日子。该节日以书中主角利奥波德·布鲁姆命名。
乔伊斯在1924年6月27日写给韦弗小姐的信中，首次提到“一群人在庆祝他们所谓的布卢姆日——6月16日”。1954年，在小说中的故事发生50周年之际，约翰·瑞安（艺术家、评论家、酒馆老板和 Envoy 杂志的创始人、小说家Brian O'Nolan 组织了一场重走当年布鲁姆漂泊之旅的活动。帕特里克·卡瓦纳、安东尼·克罗宁（Anthony Cronin）、汤姆·乔伊斯（Tom Joyce，乔伊斯的堂兄、牙医）和 AJ Leventhal（都柏林三一学院的法语讲师）也参加了。瑞恩租了两辆老式马车，在小说中，布卢姆和他的朋友们正是乘坐这种马车前往帕迪·迪格纳姆的葬礼。各人分别扮演了书中角色，最后由瑞安拍摄了纪录片。